# Raonament analític
El raonament analític és la capacitat de separar un problema o afer en diferents components per resoldre'l de manera més senzilla, així com la facilitat per efectuar deduccions, extreure inferències i usar la raó en situacions abstractes o quotidianes. El terme prové de la distinció de Kant entre judicis analítics (aquells on la informació del predicat es dedueix del mateix subjecte) i sintètics (aquells contingents que depenen de la verificació amb l'experiència). S'aplica especialment en el camp de la lògica i la ciència.